# Amanita ceciliae
Amanita ceciliae es un hongo del género de setas Amanita en el orden Agaricales. Su cuerpo de fructificación o esporocarpo tiene un píleo (sombrero) que mide hasta 12 cm de diámetro, con un formato que varía de convexo a plano. Es grisáceo a negro-amarronado, oscuro en el centro y pálido hacia sus bordes acanalados. Cuando está húmedo, es liso y pegajoso, la superficie del píleo presenta placas no adheridas, fácilmente removibles y el color gris carbón. El tronco es blanco, con "pelos" lisos y alcanza hasta 18 cm y 4 cm de espesor, estrechándose hacia la parte superior. En su parte inferior hay restos de volva en forma de "cinturones" de un delicado tejido.
A pesar de ser considerado un hongo comestible, y su sabor es referido como dulce, muchas publicaciones de especialistas recomiendan evitar comerlo.
En la naturaleza, las setas pueden ser encontradas creciendo solas, dispersos o en grupos, durante el verano y el otoño. La especie tiene preferencia por los suelos calcáreos. Es un hongo micorrízico y se desarrolla en los bosques de caducifolias, pero también puede ocurrir asociada con las coníferas. En Europa, su distribución es muy amplia, a pesar de que rara vez se encuentra. En América del Norte, vive principalmente en zonas al este del río Misisipi y su área de distribución se extiende a Texas y México. Además de su área nativa en el continente americano, A. ceciliae también se encuentra en Asia.

## Taxonomía
La especie Amanita ceciliae fue descrita científicamente por primera vez por Miles Joseph Berkeley, un clérigo y botánico inglés, y Christopher Edmund Broome, un micólogo británico, en 1854. En ese momento, fue nombrado Agaricus ceciliae. El nombre Amanita inaurata, dado en 1833 por el micólogo suizo Louis Secretan, también fue utilizado para esta especie; pero, en 1978, el término fue declarado nomenclaturalmente incorrecto de acuerdo a las reglas del Código Internacional de Nomenclatura Botánica. Además de Amanita inaurata, también son considerados sinónimo Agaricus ceciliae,  Amanitopsis inaurata y Amanitopsis ceciliae, este último sugerido por Wasser en 1992. El nombre actual, Amanita ceciliae, fue dado en 1984 por Cornelis Bas, un micólogo holandés.
El hongo fue clasificado en la sección Vaginatae, dentro del género Amanita. Esta sección reúne setas con características especiales, tales como la ausencia de un anillo, y muy pocas fíbulas en las bases de basidios.
En idioma inglés, la especie es denominada popularmente snakeskin grisette ("piel de serpiente"). Otro nombre común es strangulated amanita ("amanita estrangulada", en traducción libre), refiriéndose a la volva firmemente apretada. El hongo es conocido todavía como Cecilia's ringless amanita "amanita de Cecilia sin anillo", una referencia a Cecilia Berkeley, mujer de Berkeley Miles. Este decidió rendir homenaje a su esposa "por registrar los servicios prestados a la Micología a través de sus diversas ilustraciones excelentes y de otras maneras".

## Descripción

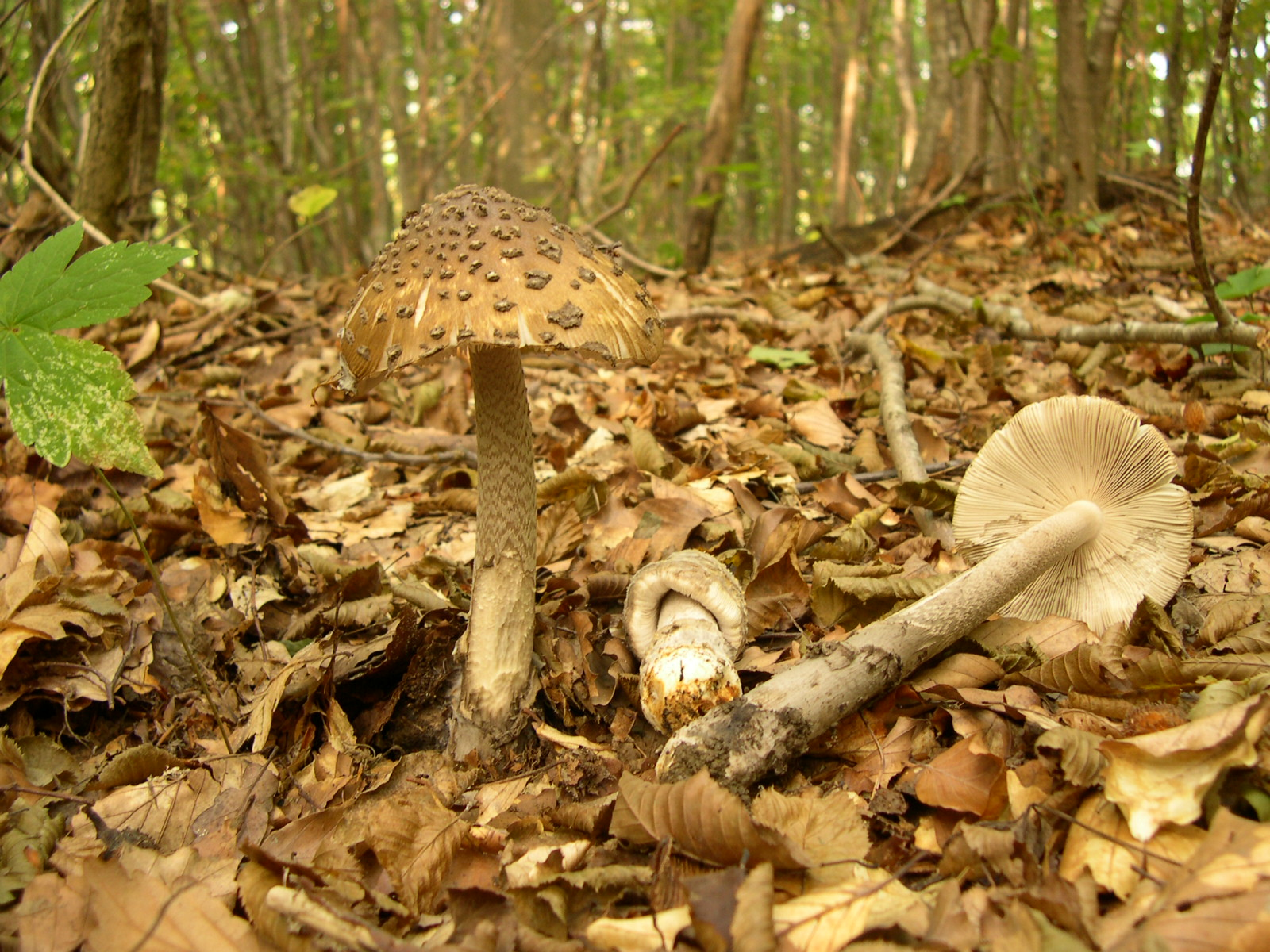
Una colección de Amanita ceciliae mostrando su coloración típica, hallándose en las montañas de Piacenza

El píleo mide de 5 a 12 cm de diámetro, con un formato que varía de convexo a plano. Es respingado, tiene un umbo bajo y un margen de colores vivos. Su color es gris a negro-amarronado, más oscuro en el centro y más pálido hacia el margen, que es bastante estriado. Generalmente lisa, de la superficie del píleo es un poco pegajosa cuando está húmeda. Además de eso, se caracteriza por tener reminiscentes de la volva en forma de placas poco adheridas, lanosas y de color gris oscuro, dispersadas por ella. Estas pequeñas placas pueden eliminarse fácilmente. El color del sombrero puede variar, y las setas de colores más pálidos  son conocidos, por ejemplo, como los tipos A. ceciliae f. decolora y A. ceciliae var. pallida. A. ceciliae var. royeri, encontrada en Francia y descrita por primera vez por el micólogo L. Maire, es una variedad que posee el sombrero negro-grisáceso.
Las láminas son blancas, apiladas y libres de adhesión al tronco. Ellas pueden ser gruesas, y son muchas veces bifurcadas. El estipe mide de 7-18 cm de largo, y de 2 a 4 cm de espesor, afilándose hacia la parte superior. Está ligeramente rellena (llena con un tejido rizado) y con el paso del tiempo queda hueco. Es de color blanco, con "pelos" blancos lisos, muchas veces con un patrón de zigzag. El tronco no posee anillo y tiene restos volva  en forma de "cinturones" de tejido blando, felpudo, y marrón o de color carbón de leña, en torno a la base y de la parte inferior del tronco. La volva es blanca a gris, quebradiza y delicada. La carne es blanca y no cambia de color cuando se corta la seta. Aunque el cuerpo de fructificación no tenga ningún olor característico, tiene un sabor dulce.
La impresión de esporas, técnica utilizada en la identificación de hongos, A. ceciliae, como la mayoría de otros Amanita, es blanco. Las esporas son esféricas y no son amiloides. Miden 10,02 a 11,07 micrómetros (µm). Algunas grandes esporas se encuentran comúnmente en un puñado de tela de las laminillas. Las fíbulas no se encuentran en las bases de basidios.

## Especies similares
Amanita sinicoflava (que ocurre en América del Norte) es una especie bastante similar, pero tiene una volva en forma de saco, a diferencia de A. ceciliae. A. antillana, como su nombre lo indica, de las Antillas, es prácticamente igual, pero tiene esporas elipsoidales en lugar de esféricas. Muchas veces, A. ceciliae es confundido con A. borealisorora, que tiene una amplia distribución en América del Norte. A. borealisorora es un nombre provisorio, y la especie aún no fue publicada válidamente. Las esporas de A. ceciliae tienen gran similitud con A. cinctipes (encontrada principalmente en Singapur), aunque el primero forme esporas más grandes. La decoloración en la volva de A. colombiana (de Colombia, como su nombre lo indica) muestra probablemente una relación entre la seta y A. ceciliae.
A. sorocula es otra "doble". Esta especie mesoamericana y colombiana muchas veces se confunde con A. ceciliae, ya que ambas setas tienen una volva con una estructura frágil y láminas grisáceas. La diferencia notable es el color amarillo fuerte del sombrero en setas A. ceciliae inmaduras. A. sorocula todavía no fue válidamente publicado, y, al siglo XXI, es un nombre recién aceptado. La especie china A. liquii es similar, pero el sombrero de color amarillo-marrón, rojo-marrón o verde-marrón de A. ceciliae son muy diferentes de los sombreros marrón oscuro de A. liquii. Además, los restos de la volva de A. ceciliae convergen en la base para formar una zona en forma de anillo, al contrario de A. liquii. Finalmente, los pigmentos celulares en la banda estéril en torno a las láminas y los  remanescentes volvales son mucho más oscuros en comparación con los de A. ceciliae.

## Comestibilidad

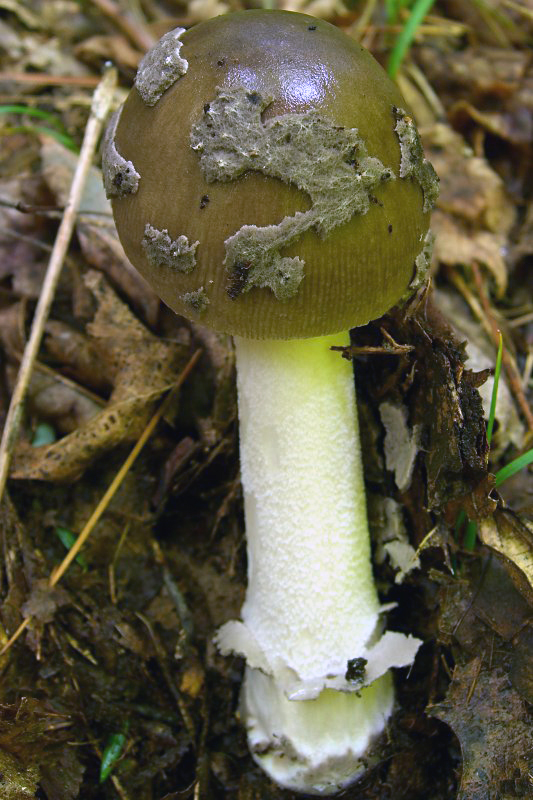
Una seta joven en el sur de los Apalaches.

Amanita ceciliae es considerada una seta comestible y es utilizada como alimento, aunque muchos guías de campo recomiendan evitar comerlo. Se realizó un estudio de 16 hongos comestibles, para determinar sus composiciones químicas y actividades antioxidantes. Entre estas especies, A. ceciliae y  Pleurotus ostreatus fueron las dos setas que presentaron actividades de eliminación de los radicales más potentes.

## Ecología, hábitat y distribución
Como la mayoría de las especies del género Amanita, A. ceciliae es una especie micorrízica, formando por lo tanto una asociación simbiótica mutuamente beneficiosa con varias especies de plantas. La ectomicorrízicas garantizan a la seta compuestos orgánicos importantes para su supervivencia procedentes de la fotosíntesis del vegetal; a su vez, la planta se beneficia con un aumento de la absorción de agua y nutrientes debido a las hifas del hongo. La existencia de esta relación es un requisito fundamental para la supervivencia y crecimiento adecuado de ciertas especies de árboles, como algunos tipos de coníferas.
Los esporocarpos de A. ceciliae crecen solos, dispersos o en grupos, durante el verano y el otoño. Sus hábitats incluyen el bosque caducifolio templado y los bosques de coníferas. La especie tiene preferencia por suelos neutros y calcáreos. A menudo, el hongo crece en bosques de caducifolios con los carpinos (Carpinus), robles (Quercus), falias (Fagus) y abedul (Betula), pero también puede ocurrir, aunque raramente, con coníferas: pinos (Pinus), abetos (Abies), píceas (Picea) y cedros (Cedrus).
En Europa, esta distribución de esa especie fúngica es bastante amplia, aunque raramente sea encontrada. En América del Norte, es encontrada principalmente en las áreas al este del río Misisipi, pero setas semejantes también ocurren en el suroeste y el noroeste del Pacífico, y Texas (con una aparente asociación con pecán). Su área de distribución se extiende también al sur de México. En su área de distribución natural en el continente americano, A. cecilia también fue encontrada en Asia. Estas regiones incluyen a Japón, Azad Cachemira e Irán. Hay especulaciones que las colecciones estadounidenses podrían ser de una especie aún no descrita, diferente de la A. ceciliae europea.